# Castanopsis pedunculata
Castanopsis pedunculata är en bokväxtart som beskrevs av Engkik Soepadmo. Castanopsis pedunculata ingår i släktet Castanopsis och familjen bokväxter. Inga underarter finns listade.